# Alfonso Medina
Alfonso Medina es un actor, modelo y animador venezolano nacido en Caracas el 22 de septiembre de 1970.
Su primer trabajo en televisión fue en la telenovela Rubí rebelde en 1989, realizada por RCTV. Actualmente está divorciado, y en el 2008 fue padre de Rosaura del Valle Medina.

## Biografía
Desde pequeño tenía el deseo de dedicarse profesionalmente a una de sus grandes pasiones: el fútbol, pero de un día para otro su vida tomó un nuevo rumbo. Cuando tenía 19 años, decidió buscar oportunidades como actor (que era otra de sus grandes inquietudes) y realizó su primer casting. Cinco días después lo llamaron de RCTV para realizar una participación especial en la telenovela Rubí rebelde.
Alfonso decide empezar a estudiar actuación en el Instituto de Formación del Arte Dramático con el profesor Pedro Marcano, pero al cabo de un tiempo lo deja correr para volver a sus andanzas futbolísticas. Unos años más tarde retoma su vocación por la actuación. Comenzó un taller de actuación en el grupo teatral Reflejo, y allí estuvo durante un año recibiendo cursos de técnicas teatrales y danza aplicada a la actuación dictados, respectivamente, por los profesores Miguel Lizardi, Armilda de Armas y Francisco Martínez. 
En la telenovela de RCTV Llovizna consigue su primer papel principal, el de Lanzarote Niño. En el 2000 participa en Viva la Pepa, donde tiene un personaje coprotagónico: J. J que se convirtió en uno de los personajes preferidos por el público televidente en la telenovela y en donde compartió junto a Lilibeth Morillo. Después participa en la telenovela Trapos íntimos, donde interpreta el famoso Willy, uno de los personajes más recordados de la telenovela. Hizo varios comerciales en Honduras para un refresco y una cerveza de ese país, también ha modelado en los desfiles del famoso diseñador Giovanni Scutaro y para marcas como Sagaz. 
En 2003 protagoniza la película para TV La señora de Cárdenas, versión de la popular telenovela homónima de 1977 original del éxito escritor venezolano José Ignacio Cabrujas. 
En 2007, vuelve a las telenovelas en la producción de RCTV, Toda una dama. En 2008, asume la conducción, junto a Hildamar Parra, la conducción del reality show culinario Montados en la olla, durante sus dos temporadas. En 2009, protagoniza junto a Norkys Batista, la serie Esto es lo que hay de RCTV. 
En 2010, protagoniza nuevamente junto a Lilibeth Morillo, la mini-telenovela evangélica Redención de amor, producida por el canal cristiano Enlace TBN.
Hoy en día se dedica al teatro y a la enseñanza del mismo en ciudades como Miami y Caracas.

## Trabajos

### Telenovelas
- Rubí rebelde  - (RCTV 1989)
- Pecado de amor  - (Venevisión 1995)
- La llaman Mariamor - (Marte TV 1996)
- Llovizna - Lanzarote Niño (Marte TV 1997)
- Aunque me cueste la vida - Polonio (RCTV 1998)
- Mujer secreta - Marcos Romero (RCTV 1999)
- Hay amores que matan - José Humberto "Humbertico" Alcántara (RCTV 2000)
- Viva la Pepa - José de Jesús "J.J" Moncada (RCTV 2000-2001)
- Trapos íntimos - Willian Guillermo Pinzón "Willy" (RCTV 2002-2003)
- La Invasora - Sebastian (RCTV 2003-2004)
- Mujer con pantalones - Neptalí Moreno Michel (RCTV 2004-2005)
- El desprecio - Gonzalo (RCTV 2006)
- Toda una dama - Lennín Márquez (RCTV 2007-2008)
- Redención de amor - Adrián Herrera (Enlace TBN 2010)
- El árbol de Gabriel -  Antonio (Toño) Gualtero (Venevisión 2011-2012)

### Películas
- Atentado al Papa (película para tv de RCTV 1990)
- La señora de Cárdenas (película para tv de RCTV 2003)

### Series
- Esto es lo que hay - Ramón Oropeza (RCTV Internacional 2009)

### Programas
- Lo último - animador (Sony Entertainment Television)
- El resuelve - animador (RCTV)

### Reality show
- Montados en la olla

1. Papel: animador
2. Canal: RCTV
3. Años: 2008 y 2009
4. Temporadas: 2

### Obras de teatro
- De Miguel Lizardi:

1. Sueños de alcantarilla
2. Aves en cautiverio
3. Bochizuela

- De Emil Sucre:

1. Dos paquetes de medidas

- Otros:

1. Dímelo al oído (2010)
2. Cómo matar a su marido (2011)
3. Cómo acabar con tu marido (Segunda Temporada) (2012)

### Comerciales
- Malta regional
- El Fortín
- Teragrip